# Melukhkha
Melukhkha va ser una regió sovint assenyalada com la regió de Makran, a la costa del Pakistan. Rebia aquest nom cap al 2300 aC per part dels accadis. Alguns sostenen que a la Regió de Makran hi havia el regne de Magan (normalment ubicat a Oman), però encara que Magan i Melukhkha apareixen associats, s'han de buscar en un lloc lluny d'Accad. Magan i Melukhkha són descrits com un territori desert i quan la seva posició és assenyalada se la situa a la proximitat de les ribes occidentals de l'Indus.
En l'antiga llista babilònia de llocs geogràfics del segle xxiii aC, es descriu Magan com el país del bronze i Melukhkha com el país del samdu o malaquita, des d'on també s'importava or i fustes precioses. Les cartes d'Amarna en parlen al segle xv aC; en una carta el governador egipci de Fenícia pregunta quina ajuda se li enviaria des d'Egipte i Melukhkha, i el rei li va enviar 10 homes des d'aquest segon territori. Assarhaddon (681 aC-669 aC) diu que al sortir d'Egipte va anar a Melukhkha, una regió desèrtica sense rius, la qual s'estenia de la ciutat de Rapikh (Rapikhu, després Rafah) a la vora del riu d'Egipte (modern uadi al-Arish) i que després de rebre camells del rei dels àrabs va fer el trajecte fins a la terra i ciutat de Magan. Assurbanipal (669 aC-631 aC o 627 aC) parla de les terres de Magan i Melukhkha des de les quals va dirigir-se a Egipte i Kush. La conclusió és que Magan i Melukhkha descriuen essencialment la mateixa terra, que seria costa del Pakistàn. Magan, anomenada Makkan en assiri semític seria la clàssica Makna (avui dia les ruïnes de Mukna) i la seva regió, i Melukhkha seria el nom regional conjunt o almenys d'una part del territori.
Els textos conservats del poble sumeri encara no donen unes proves concloents que situïn amb exactitud el que en els seus textos anomenen Melukhkha, com tampoc es localitza amb seguretat l'illa de Tilmun, el paradís.